# Западные леса Великих озёр
За́падные леса́ Вели́ких озёр (англ. Western Great Lakes forests) — североамериканский континентальный экологический регион умеренных лиственных лесов, выделенный Всемирным фондом дикой природы.

## Размещение
Западные леса Великих озёр занимают север Мичигана, Висконсина и Миннесоты, частично запад Онтарио и юго-восток Манитобы.